# Nécropole de la Boixe
La nécropole de la Boixe est un ensemble de onze tumulus situés sur les communes de Vervant, Maine-de-Boixe et Cellettes, dans le département de la Charente, en France.

## Historique
La première mention des tumuli figure dans la Statistique monumentale de la Charente de l'abbé Michon qui signale « vers le centre de la forêt de St-Amand de Boexe (sic), à peu de distance de la grande allée, sont deux tumulus coniques de médiocre grandeur ». Ces deux tumuli correspondent aux tumuli A et B décrits par Gustave Chauvet et Auguste-François Lièvre dans leur description des fouilles de la nécropole de Boixe réalisées entre 1874 et 1876. Lièvre et Chauvet mentionnent qu'à l'origine, la nécropole devait comporter une quinzaine de tumuli mais que deux ou trois furent entièrement démantelés pour en récupérer les pierres réutilisées pour l'empierrement des routes. Ils baptisèrent les onze tumuli encore visibles selon les lettres de l'alphabet de A à K. 
Le dolmen B de la Boixe a été classé monument historique par la liste de 1889 et par arrêté du 11 mai 1971. La nécropole de la Boixe a été inscrite monument historique par arrêté du 22 avril 1991.

## Description
Les tumuli ont été édifiés sur une ligne de faîte d'un plateau situé à 166 m d'altitude qui domine la vallée de la Charente. Quatre tumuli (A, B, G et H) se distinguaient des autres par leur taille imposante. Tous les tumuli sont de forme circulaire mais la forme des chambres et leur mode de couverture varient selon les édifices : quatre chambres circulaires (tumuli C, E, F et I), deux chambres quadrangulaires et une polygonale étaient recouvertes par encorbellement, trois chambres quadrangulaires étaient recouvertes par une table de couverture. L'architecture des tumuli K à O demeure inconnue.

### Tumulus A
Le tumulus A, situé sur la commune de Cellettes, a complètement disparu, ses pierres ont été réutilisées pour la construction d'un chemin entre Mansle et Saint-Amand. Il était connu sous le nom de Gros-Dognon. Le dolmen qu'il renfermait aurait servi d'abri aux bergers avant sa destruction. Selon Chauvet et Lièvre, les deux tiers du tumulus étaient déjà manquants en 1875 mais l'on pouvait encore estimer, à partir des vestiges, que le tumulus d'origine devait mesurer environ 140 m de circonférence (45 m de diamètre) pour une hauteur maximale de 4 m.

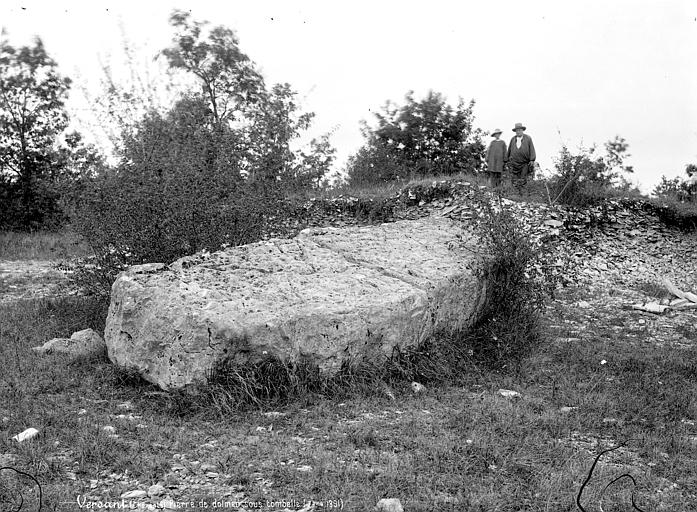
La Pierre du sacrifice vers 1890.

Il n'en demeure sur place que la moitié de la table de couverture du dolmen constituée d'un bloc parallélépipédique (environ 4,10 m de longueur, 1,60 m de largeur et épais de 0,70 à 0,95 m) dont le poids est estimé à 15 t. Ce bloc, qui repose désormais directement sur le sol, est appelé la Pierre du sacrifice en raison de la croyance selon laquelle la rainure en V qui la traverse transversalement en surface était une rigole destinée à l'écoulement du sang des victimes sacrifiées sur la pierre. Il s'agit en réalité d'une marque pratiquée par les carriers en vue de son débitage. 
D'après les dimensions originelles de la table de couverture du dolmen, la forme de la chambre funéraire aurait été de forme carrée et aurait mesurée environ 3,30 m de côté. L'un des orthostates délimitant la chambre comportait une sculpture de crosse caractéristique des dolmens de type angoumoisin du Néolithique moyen. Cette dalle fut récupérée par un habitant de Vervant pour en faire la margelle d'un puits mais il en existe deux moulages, réalisés lors des fouilles de 1874-1876, dont l'un est conservé au musée Sainte-Croix de Poitiers et l'autre au musée des tumulus de Bougon.

### Tumulus B

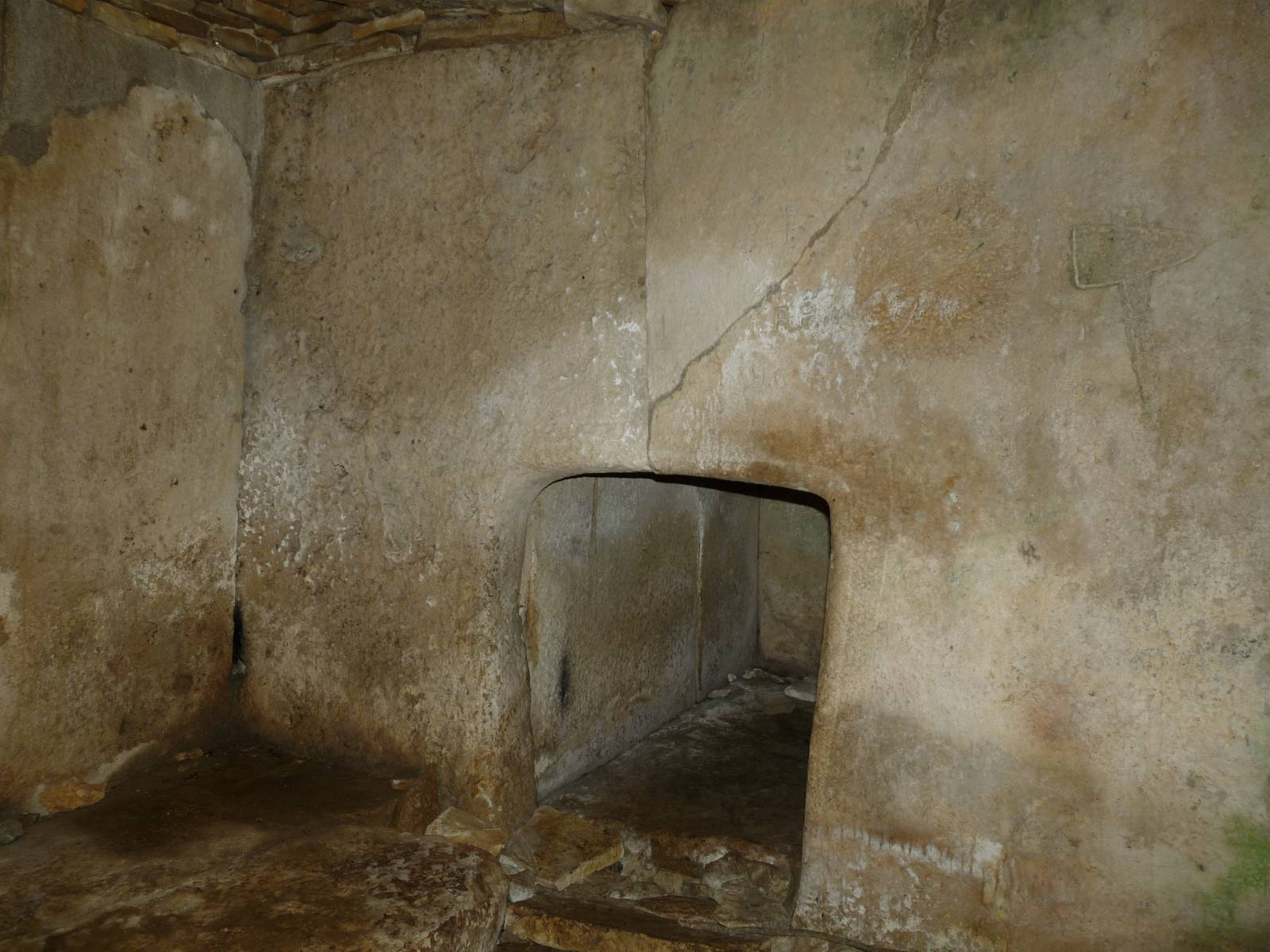
Ouverture vers la petite cellule dans la grande chambre du tumulus B.

Le tumulus B est situé à environ 200 m au sud du tumulus A. Il a été fouillé en 1998 par José Gomez de Soto. Il est de forme circulaire. Il mesure 90 m de circonférence et environ 3 m de haut. Il comporte un double parement concentrique (18 m de diamètre pour le parement extérieur et 12 m de diamètre pour celui de l'intérieur). Le long couloir (d'environ 7 m de long) dessert deux chambres funéraires. La première chambre rectangulaire, de forme allongée, a été construite, entre les deux murs de parement, en associant des murs en pierre sèche et des piliers dans les angles. La seconde chambre, au débouché du couloir, est une grande chambre rectangulaire délimitée par une alternance de murets en pierre sèche et d'orthostates. Elle est recouverte d'une table de couverture de 4,25 m de long sur 2,25 m de large. Visible depuis l'extérieur, cette dalle était connue sous le nom de Pierre-des-Fades. Au fond de la chambre, une ouverture, taillée dans deux dalles juxtaposées, et ornée de deux lignes parallèles gravées, débouche sur une petite cellule presque carrée (1,35 m sur 1,25 m), délimitée par des orthostates jointifs, au sol dallé, et surmontée d'une dalle unique. Toutes les dalles en calcaire ont été soigneusement équarries et bouchardées.
Deux dalles comportent des gravures : une hache emmanchée en léger relief sur le côté droit en entrant dans la petite cellule et trois bandes verticales sur une paroi de la chambre. Aucun mobilier archéologique n'a été découvert dans les chambres mais le couloir comportait des dépôts humains datés du Néolithique final (Artenacien).

### Tumulus C
Le tumulus C est situé à environ 100 m à l'ouest du tumulus B. Il mesure 55 m de circonférence et sa hauteur est inférieure à 1,20 m. Il a été fouillé en 1998 par José Gomez de Soto. Il comporte une chambre funéraire ronde (2,70 m de diamètre) délimitée par des murs en pierre sèche qui était surmontée d'une couverture en encorbellement désormais effondrée. Il est entouré d'une structure parementée, d'environ 1,50 m de large qui a permis de condamner l'entrée du couloir en fin d'utilisation de la chambre.
Lors des fouilles de 1874-1876, quelques ossements humains et un petit mobilier archéologique furent découverts : des tessons de céramiques, un poinçon et un couteau en os, une hachette polie, et de petites armatures de flèches à tranchant de forme triangulaire et trapézoïdale. L'ensemble correspond à un matériel homogène caractéristique du Néolithique moyen.

### Tumulus D
Le tumulus mesure environ 15 m de diamètre. Sa hauteur ne dépasse pas 1 m. Il renferme une chambre quadrangulaire longue de 2,75 m dont les parois sont constituées en alternance d'orthostates et de murets en pierre sèche. Elle devait être couverte par un encorbellement. 
Selon Chauvet et Lièvre, la chambre fut réutilisée à de multiples reprises car les ossements humains retrouvés étaient très fragmentés et dispersés. Le matériel lithique découvert comprend trois haches, deux belles lames en silex, trois armatures de flèches (une en forme de losange, une à pédoncule, une à ailerons et pédoncule), plusieurs grattoirs et divers éclats en silex. La céramique retrouvée se limite aux tessons d'une poterie grossière mal cuite.
L’édifice pourrait avoir été réoccupé tardivement au Néolithique final (Artenacien).

### Tumulus E
Le tumulus mesure environ 46 m de circonférence et sa hauteur ne dépasse pas 1 m. La chambre funéraire est de forme circulaire (3,10 m de diamètre) et devait être recouverte par encorbellement. Elle était accessible par un petit couloir de 0,70 m de largeur orienté au sud-est. Chauvet et Lièvre ont signalé avoir découvert dans le couloir à mi-chemin une dalle formant un seuil. Quelques ossements brisés et en très mauvais état, des tessons d'une poterie grossière et un petit poinçon en os constituent l'ensemble du matériel archéologique qui fut découvert.

### Tumulus F
Le tumulus est situé entre les tumuli C et D. Il mesure environ 40 m de circonférence et sa hauteur ne dépasse pas 1 m. La chambre funéraire est de forme circulaire (3,25 m de diamètre). Elle renfermait un squelette à peu près complet et divers ossements provenant de plusieurs individus distincts (adulte et enfant). Les fouilleurs recueillirent deux hachettes et un objet en grès, trois éclats et une belle lame de silex, un petit outillage (poinçon ou lissoir, objet indéterminé) en os et un vase fragmenté.

### Tumulus G
Le monument est très similaire au tumulus D. Le tumulus (environ 15 m de diamètre) renferme une chambre quadrangulaire allongée (3,70 m de long sur  plus de 2 m de large) dont les parois sont constituées en alternance d'orthostates et de murets en pierre sèche. L'entrée du couloir est marquée par deux dalles dressées de 0,75 m de large. Le sol du couloir était recouvert de grandes dalles. Hormis un fragment de crâne retrouvé, la chambre semble avoir été complètement vidée à une époque inconnue.

### Tumulus H
Ce tumulus, à l'est du reste de la nécropole,  est complètement isolé. Il mesure environ 23 m de circonférence et il atteint 2,50 m de hauteur. Le tumulus a été fouillé à une époque inconnue, son sommet est arasé et la chambre qu'il renfermait a été en grande partie détruite, il n'en demeure qu'un fragment d'orthostate de 0,75 m de longueur. Chauvet et Lièvre n'y découvrirent que de rares ossements fragmentés.

### Tumulus I
Le tumulus mesure 15 m de diamètre et 1 m de hauteur. Il comporte une entrée au nord-est et un petit couloir de 0,60 m de large. La chambre était dallée et devait être couverte par encorbellement. La fouille a mis au jour deux couches archéologiques distinctes. La couche supérieure contenait un crâne brisé, une dent de porc et une poterie grossière attribuée à l'Âge du bronze. La couche inférieure, moins épaisse, renfermait une hachette en diorite ébréchée, une dent de carnivore percée et un petit élément de parure en coquillage marin.

### Tumulus J
Il est situé à peu près au centre de la nécropole. Il mesure 12 m de diamètre et 0,50 m de hauteur. Il renferme une chambre polygonale délimitée par des murets en pierre sèche. Un fragment de crâne et une hachette en diorite y furent retrouvés.

### Tumulus K
Il ne comportait aucune structure interne et sa fouille n'a rien livré.

## Folklore
Le tumulus A aurait été l'habitation de petits hommes velus mais très forts qui auraient transporté sur leur tête les blocs de pierre qui formaient les parois et la toiture de la chambre du dolmen.